# Vulcano, figlio di Giove
Vulcano, figlio di Giove è un film del 1962, diretto da Emimmo Salvi.

## Trama
Il dio Marte litiga con Giove e, insieme alla dea della bellezza Venere, si reca sulla terra per ordire un attacco all'Olimpo.
Giove lo scopre e manda un suo figlio, Vulcano, a fermare il traditore che nel frattempo si è alleato con il popolo della Tracia.